# Isaac Antcher

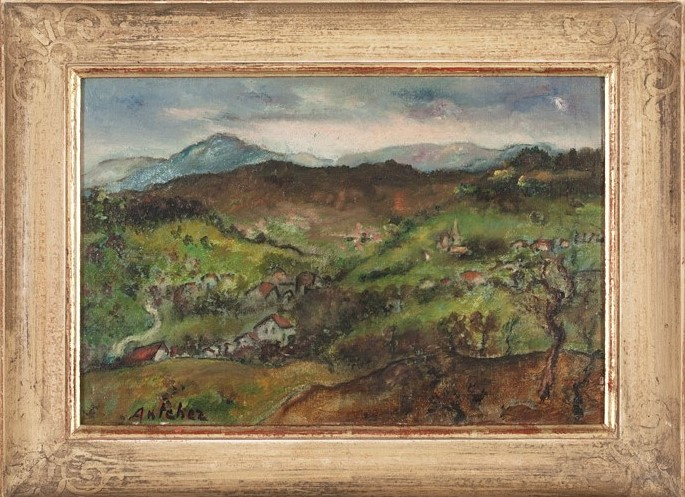
Peinture a l’huile de Rickenbach, dans la collection du musée juif de Suisse.

Isaac Antcher est un peintre moldave né le 21 janvier 1899 à Peresecina et mort à Malakoff le 21 avril 1992.

## Biographie
Isaac Antcher peintre naît dans un village de Bessarabie, dans une modeste famille d'artisans juifs. Il est le dernier de sept enfants.
Sous l'influence d'une de ses sœurs aînées, il s’intéresse à la peinture et envisage, avec l'accord de ses parents, de s'inscrire à l'école de dessin d'Odessa. Mais un cambriolage ruine la famille et Isaac Antcher est contraint de travailler dans une entreprise forestière. Six ans plus tard, en 1920, il quitte finalement la Russie, décidé à étudier la peinture en France, et rejoint un de ses frères installé depuis 1906 dans le Pas-de-Calais. Il est tour à tour manœuvre, transporteur ou mineur pour subvenir à ses besoins.
À son arrivée à Paris en 1921, il trouve refuge dans un foyer juif de la rue Caulaincourt, dans le 18e arrondissement, mais les conditions de vie misérables le poussent rapidement à partir pour la Palestine où il commence à étudier les beaux-arts. En 1924, il revient à Paris et s'inscrit à l'académie de la Grande Chaumière à Montparnasse. En 1926, l'année de son mariage, il expose pour la première fois au Salon d'automne, puis au Salon des Tuileries.
En 1927, il soumet un paysage au marchand d'art Léopold Zborowski, qui en parle au collectionneur Jonas Netter. Un contrat est signé entre les trois hommes. Moyennant 2 000 francs par mois, Zborowski acquiert la totalité de son œuvre. À la mort de celui-ci en  1932, Antcher connaît des années difficiles et il doit exercer différents métiers pour faire vivre sa famille.
Alors qu'il est pressenti pour recevoir le prix Guillaume 1939, la guerre éclate. Engagé volontaire, il est démobilisé à Montpellier, puis s'exile en Suisse en 1943, avec sa femme Fela Ber et ses deux enfants. Fela Ber est la soeur de Marie Ber, épouse du peintre Léon Weissberg et du Dr Charles Ber, mécène et collectionneur d'art.
Après-guerre, il reprend sa carrière d'artiste à Paris et se tourne vers la peinture de paysage. Membre de l’École de Paris, il participe à de nombreux salons en France comme à l'étranger, à Bruxelles, New York ou Jérusalem.
En 1968, il est frappé d'hémiplégie perd l'usage de sa main droite, mais à force de volonté, parvient à en récupérer l'usage et peint de plus en plus.
Il meurt en 1992 à Malakoff où il s'était installé à la fin de sa vie.
Il est le grand-père de Marc Restellini, fondateur de la Pinacothèque de Paris, musée privé.

## Expositions
- 2012, Paris, Pinacothèque de Paris, Modigliani, Soutine et l'aventure de Montparnasse. La Collection Jonas Netter